# Тонівілл (Міссурі)
Тонівілл (англ. Taneyville) — селище (англ. village) в США, в окрузі Тейні штату Міссурі. Населення — 274 особи (2020).

## Географія
Тонівілл розташований за координатами 36°44′17″ пн. ш. 93°2′7″ зх. д. / 36.73806° пн. ш. 93.03528° зх. д. (36.738012, -93.035185).  За даними Бюро перепису населення США в 2010 році селище мало площу 1,22 км², уся площа — суходіл.

## Демографія
Згідно з переписом 2010 року, у селищі мешкало 396 осіб у 149 домогосподарствах у складі 106 родин. Густота населення становила 324 особи/км².  Було 173 помешкання (141/км²).
Расовий склад населення:
| - 96,7 % — білих - 1,5 % — осіб інших рас |

До двох чи більше рас належало 1,8 %. Частка іспаномовних становила 3,0 % від усіх жителів.
За віковим діапазоном населення розподілялося таким чином: 33,3 % — особи молодші 18 років, 53,8 % — особи у віці 18—64 років, 12,9 % — особи у віці 65 років та старші. Медіана віку мешканця становила 33,6 року. На 100 осіб жіночої статі у селищі припадало 95,1 чоловіків;  на 100 жінок у віці від 18 років та старших — 84,6 чоловіків також старших 18 років.
Середній дохід на одне домашнє господарство  становив 37 636 доларів США (медіана — 30 000), а середній дохід на одну сім'ю — 37 670 доларів (медіана — 30 833). За межею бідності перебувало 22,6 % осіб, у тому числі 12,7 % дітей у віці до 18 років та 5,5 % осіб у віці 65 років та старших.
Цивільне працевлаштоване населення становило 102 особи. Основні галузі зайнятості: роздрібна торгівля — 20,6 %, освіта, охорона здоров'я та соціальна допомога — 20,6 %, виробництво — 17,6 %.